# Timesplitters (spelserie)
TimeSplitters är en serie first person shooter-spel utvecklade av Free Radical.
Följande spel ingår i spelserien:
- Timesplitters - spelet finns till Playstation 2 är utgivet av Eidos Interactive.
- Timesplitters 2 - spelet finns till Playstation 2, Xbox och Gamecube, alla versioner är utgivna av Eidos Interactive.
- Timesplitters: Future Perfect - spelet finns till Playstation 2, Xbox och Gamecube, alla utgivna av Electronic Arts. Sverige är, i och med klanen SOLDIER, världsledande här.
- Timesplitters 4 - spelet var ett kommande spel till Playstation 3 och Xbox 360. Det släpptes dock aldrig på grund av att de inte hade sålt så mycket från de övriga spelen. De trodde att Haze (ett av deras spel) skulle sälja mer än vad det gjorde vilket gjorde att företaget inte kunde göra Timesplitters 4.